# Estádio Wolney Braune
Wolney Braune foi um estádio de futebol localizado no Rio de Janeiro. 

## História
Ficava situado na Rua Barão de São Francisco, na esquina com a Rua Teodoro da Silva, no bairro carioca do Andaraí, e tinha capacidade para aproximadamente 5.000 pessoas. O campo pertencia ao Andarahy Athletico Club até ser adquirido em 1961 pelo America Football Club, que lá construiu um estádio.
No dia 19 de abril de 1967 o America inaugurou o seu novo estádio, nomeado Wolney Braune, em uma partida de juvenis contra o Fluminense, que terminou empatada por 1 a 1, com o primeiro gol sendo marcado por João Francisco aos 37' do primeiro tempo, de falta, para o Flu, com Antônio Carlos empatando a partida para o America aos 14' da etapa final, também em cobrança de falta.
O estádio foi reinaugurado após melhorias que incluíram sua ampliação, no dia 20 de janeiro de 1977, em um jogo amistoso contra o Palmeiras. A partida não terminou, já que após as expulsões de Vasconcelos, Jorge Mendonça e Toninho, os atletas Rosemiro e Samuel alegaram contusões e o Palmeiras ficou sem condições legais para prosseguir. 
O resultado final foi a vitória do America por 1 a 0, através de pênalti convertido por Bráulio, em partida assistida por 4.129 pagantes, mais cerca de 1.500 pessoas que assistiram a partida do alto do morro de Santo Antônio, localizado ao lado de uma das arquibancadas. 
Durante muitos anos a GRES Unidos de Vila Isabel, tradicional escola de samba do Rio de Janeiro, utilizou o local para a realização de seus ensaios.
Em 1993, o terreno foi vendido por US$13 milhões. No lugar foi erguido o antigo Shopping Iguatemi, hoje Boulevard Rio Shopping, inaugurado em 29 de setembro de 1996. Em troca, a construtora do empreendimento ergueu um estádio na Baixada Fluminense para o clube.